# Андріївська сільська рада (Диканський район)
Андріївська сільська рада — колишній орган місцевого самоврядування у Диканському районі Полтавської області з центром у селі Андріївка.

## Населені пункти
Сільраді були підпорядковані населені пункти:
- c. Андріївка
- с. Борисівка
- с. Кучерівка
- с. Ландарі
- с. Сохацька Балка